# Adriana von Franqué
Adriana von Franqué (née le 12 octobre 1993 à Berlin) est une pianiste allemande. 

## Biographie et formation
Adriana von Franqué est née en 1993 à Berlin. Son père est allemand et sa mère est originaire de Bolivie. Sa famille a des racines historiques en Franconie et est anoblie au XIXᵉ siècle.
Elle étudie le piano à l'Université de musique et de théâtre de Hambourg avec Hubert Rutkowski et Aleksandar Madžar. Elle reçoit également des impulsions artistique de musiciens tels que Georg Sava, Grigory Gruzman, Pavel Nersessian, Rena Shereshevskaya, Sergei Ossipenko, Bernd Goetzke, Hinrich Alpers, Katia Veekmans et Niklas Schmidt (Trio Fontenay).

## Activité artistique
Adriana von Franqué donne des concerts dans toute l’Europe ainsi qu’en Amérique du Nord et du Sud. Elle s’est produite avec des orchestres tels que la Neue Philharmonie Berlin et l’Orquesta Sinfónica Nacional de Bolivia, et collabore régulièrement avec des chefs d’orchestre comme Alessandro Crudele et Weimar Arancibia.
Elle porte une attention particulière aux formats de concerts inclusifs et éducatifs. Elle est co-créatrice de la série Billstedt Classics, une série de concerts interactifs pour enfants. En 2019, elle a lancé un projet de concert intergenre dans le cadre du festival CLAB de Hambourg.

## Distinctions

### Concours et prix
Adriana von Franqué est reconnue très tôt pour son talent pianistique. Elle remporte des prix aux concours Jugend musiziert, Butterfly Communications Klavierpreis, ainsi que le Prix classique du Rotary Club de Berlin. Elle obtient le deuxième prix au concours Elise-Meyer à Hambourg.

### Succès avec l'albumFiligrane(2024)
Son premier album Filigrane, sorti en 2024 sur le label de Leipzig GENUIN classics, reçoit un large succès et des récompenses du monde professionnel. Il a été choisi comme « Album de la semaine » par radio3 (anciennement rbbKultur) et inclus dans la longue liste 2/2024 du Prix de la critique allemande du disque ("German Record Critics' Award"). Il a également été nommé pour le prix annuel 2024 du Prix de la critique allemande du disque.

## Cinéma et médias
En 2024/2025, Adriana von Franqué participe à la production du film Miroirs no 3 de Christian Petzold. Elle y enregistre des œuvres de Maurice Ravel et de Frédéric Chopin, et conseille l'actrice Paula Beer, qui incarne une jeune pianiste dans le film. Le titre du film fait référence à la pièce pour piano « Une barque sur l'océan » de Maurice Ravel. La première mondiale aura lieu le 17 mai 2025 au Festival international du film de Cannes, dans la section « Quinzaine des Cinéastes ». La sortie en salles en Allemagne est prévue pour le 18 septembre 2025.

## Discographie
En mars 2024, von Franqué publie son premier album Filigrane chez GENUIN, comprenant des œuvres de Lili Boulanger, César Franck, Claude Debussy, Maurice Ravel et Simon Laks. Filigrane a été élu « Album de la semaine » par radio3 du rbb et inclus dans la liste trimestrielle 2/2024 et dans la longue liste des prix annuels 2024 du Prix de la critique allemande du disque ("German Record Critics' Award").
Autres publications numériques :
- Frédéric Chopin : Mazurka op. 30 no 2 (février 2025)
- Frédéric Chopin : Mazurka op. 17 no 4 (avril 2025)
- Simon Laks : Jezusek (2024)
- Erik Satie : Gnossienne no 1 (2024)
- Claude Debussy : Clair de Lune (2024)